# George W. Wickersham

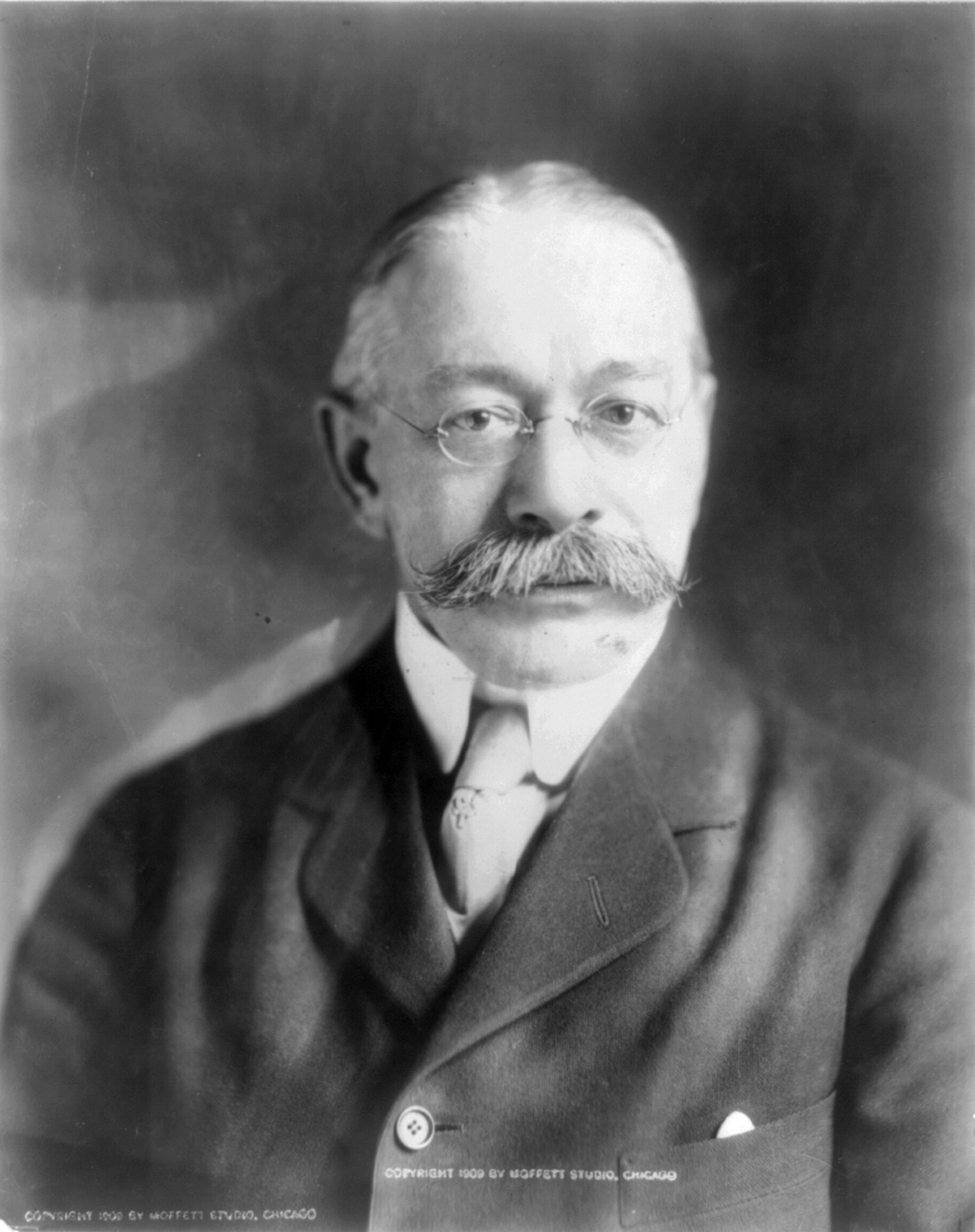
George W. Wickersham

George Woodward Wickersham (* 19. September 1858 in Pittsburgh, Pennsylvania; † 26. Januar 1936 in New York City) war ein US-amerikanischer Jurist und Politiker (Republikanische Partei), der dem Kabinett von US-Präsident William Howard Taft als Justizminister angehörte.

## Studium und berufliche Laufbahn
Wickersham absolvierte ein Studium der Rechtswissenschaften an der University of Pennsylvania, das er 1880 mit einem Bachelor of Laws (LL.B.) abschloss. Nach der Zulassung zum Rechtsanwalt war er zwei Jahre in Pittsburgh tätig. 1883 trat er in die bereits 1792 gegründete Kanzlei Strong & Cadwalader in New York ein, deren Partner er bereits 1887 wurde. Dort lernte er Henry Waters Taft, den Bruder des späteren Präsidenten William Howard Taft, kennen.
1901 verlieh ihm die University of Pennsylvania einen Master of Arts honoris causa (M.A. h.c.).

## Politische Laufbahn

### Justizminister unter Präsident Taft
Am 4. März 1909 wurde er von Präsident Taft als Justizminister (Attorney General) in dessen Kabinett berufen. Dieses Amt übte er bis zum Ende von Tafts Amtszeit am 13. März 1913 aus.
Als Justizminister war er ein überzeugter Gegner von Kartellen und lobte daher besonders die im April 1909 getroffene Regelung zur Auflösung der Standard Oil Company als eine der wichtigsten Entscheidungen, die die Regierung getroffen hatte. Wickersham gewann wegen seiner Entscheidungen über progressive Beschränkungen auch die Feindschaft der großen Eisenbahngesellschaften. Während seiner Amtszeit wurde am 13. Februar 1913 auch der 16. Verfassungszusatz verabschiedet, welcher die Erhebung von Einkommensteuern in ihrer momentanen Form gestattet.

### Berater der Präsidenten Wilson, Hoover und Roosevelt und andere Ämter
Kurz nach dem Eintritt der Vereinigten Staaten in den Ersten Weltkrieg am 6. April 1917 berief ihn Präsident Woodrow Wilson als Vertreter der Kriegshandelsbehörde nach Kuba.
1923 war er Präsident des 1908 gegründeten Federal Council of Churches und setzte sich in dieser Funktion auch für die Ökumene ein.
Im Mai 1929 wurde er von Präsident Herbert C. Hoover zum Vorsitzenden der Nationalen Kommission für Rechtsbeobachtung und Rechtsvollstreckung ernannt. Diese elfköpfige Kommission, die nach ihm auch Wickersham Commission genannt wurde, legte später einen umfassenden Bericht über mögliche Gesetzesreformen vor; insbesondere beinhaltete der Bericht Betrachtungen zur damaligen Alkoholprohibition.
1931 wurde Wickersham in die American Academy of Arts and Sciences gewählt. 1932 war er zudem Präsident des Internationalen Schiedsgerichts zur Durchsetzung des Young-Plans, der die Reparationen des Deutschen Reichs auf Grundlage des Versailler Vertrags regelte. Während der Amtszeit von Präsident Franklin D. Roosevelt war er schließlich von 1933 bis zu seinem Tode Vorsitzender des Rates für Auswärtige Beziehungen (Council on Foreign Relations).